# Verna Bloom
Verna Frances Bloom (n. 7 august 1938, Lynn⁠(d), Massachusetts, SUA – d. 9 ianuarie 2019, Bar Harbor⁠(d), Maine, SUA) a fost o actriță americană. Ea a a jucat în filmul High Plains Drifter (1973) al lui Clint Eastwood și în filmul pentru televiziune Where Have All The People Gone? (1974) cu Peter Graves și Kathleen Quinlan. Bloom a avut roluri, de asemenea, în peste 30 de filme și episoade de televiziune începând din anii 1960, inclusiv rolul Mariei, mama lui Isus, în Ultima ispită a lui Isus în 1988 și Marion Wormer în Animal House în 1978.

## Viața personală și moartea
Bloom s-a născut în Lynn, Massachusetts și a urmat Școala de Arte Frumoase din cadrul Boston University, absolvind cu o licență în arte în 1959. Ea a studiat, de asemenea, la HB Studio în New York City. Era evreică.
Verna Bloom a murit la vârsta de 80 de ani pe 9 ianuarie 2019 în Maine în urma unor complicații cauzate de demență.

## Filmografie

### Filme
| An   | Titlu                                      | Rol                  | Observații |
| ---- | ------------------------------------------ | -------------------- | ---------- |
| 1969 | Medium Cool                                | Eileen               |            |
| 1969 | Children's Games                           | Fata                 |            |
| 1970 | Street Scenes                              | ea-însăși            |            |
| 1971 | The Hired Hand                             | Hannah Collings      |            |
| 1973 | High Plains Drifter                        | Sarah Belding        |            |
| 1973 | Badge 373                                  | Maureen              |            |
| 1974 | Where Have All the People Gone?            | Jenny                | film TV    |
| 1975 | Sarah T. – Portrait of a Teenage Alcoholic | Jean Hodges          | film TV    |
| 1978 | Animal House                               | Marion Wormer        |            |
| 1980 | Playing for Time                           | Paulette             | film TV    |
| 1982 | Honkytonk Man                              | Emmy                 |            |
| 1985 | Déjà Vu                                    |                      |            |
| 1985 | The Journey of Natty Gann                  | Farm Woman           |            |
| 1985 | After Hours                                | June                 |            |
| 1988 | The Last Temptation of Christ              | Maria, mama lui Isus |            |

### Filme de televiziune
| An   | Titlu      | Rol              | Observații              |
| ---- | ---------- | ---------------- | ----------------------- |
| 1967 | N.Y.P.D.   | Barbara Laney    | Sezonul 1, episodul 3   |
| 1969 | Bonanza    | Ellen Masters    | Sezonul 10, episodul 29 |
| 1973 | Doc Elliot | Mary Beth Hickey | Sezonul 1, episodul 1   |

## Legături externe
- Verna Bloom la Internet Movie Database
- Verna Bloom la TCM Movie Database
- Verna Bloom la Allmovie
- Verna Bloom la Find a Grave